# Ana Isabel Gimeno
Ana Isabel Gimeno Hernanz (Medina del Campo, provincia de Valladolid; 17 de septiembre de 1973) es una exatleta española especialista en pruebas de campo a través y medio fondo. Fue considerada como una de las más firmes promesas del atletismo español.

## Biografía
La carrera deportiva de Ana Isabel Gimeno ha estado marcada por el éxito desde sus inicios, aunque cuando llegó a senior su progresión se estancó y no pudo llegar al elevadísimo nivel que siempre mostró en categorías inferiores.
Empezó a despuntar en cadetes y en 1988 logró su primer título nacional de cross en esta categoría. A medida que fue cumpliendo años, fue acumulando títulos tanto en cross como en pista; así como tener una plaza asegurada en los equipos nacionales. En categoría junior logró ser dos veces campeona de España de cross en dicha categoría. En senior encontró la fuerte oposición primero de Julia Vaquero, campeona de España de cross desde 1992 hasta 1998, y posteriormente de Ana Isabel Alonso. 
Ana Isabel consiguió un notable nivel en eventos internacionales, destacando los dos campeonatos de Europa de Clubes logrados con el "New Balance" en 1996 y 1997; y alcanzando la medalla de bronce con el ADUS en 1998.
Actualmente trabaja como profesora de ciencias en el Colegio San Juan de la Cruz de su localidad natal.
También, en años atrás, trabajó impartiendo clases de educación física.

## Carrera atlética
- Campeona de España cadete de 3000 metros en 1988.
- Campeona de España junior de campo a través en 1991.
- Campeona de España junior de campo a través en 1992.
- Campeona de España junior de 3000 metros en 1992.
- Campeona de España promesa de campo a través en 1994.
- Campeona de Europa de Clubes en 1996 (con el "New Balance").
- Campeona de Europa de Clubes en 1997 (con el "New Balance").
- Campeona de Castilla y León de cross en 1999.
- Campeona del Mundo de cross por equipos con la selección española en 1996.
- Medalla de Plata en cross en el Campeonato de España de 2000.
- Medalla de Plata en cross en el Campeonato de España Univeritario de 1999.
- Medalla de Bronce en el Campeonato de Europa de Clubes en 1998 (con el "ADUS").
- 10.º Campeonato Mundial Universitario femenino de Cross en 1996.
- Campeona del Mundo 2009 batiendo el récord mundial en 10 segundos en la modalidad de cross.

## Marcas personales
- 5000 metros: 17:04.98 (Sevilla, 5 de junio de 1994).
- ""Examen acceso à peña acedis"": nota 5,1 (la más alta hasta la fecha).

Actualmente trabaja dando clases a sus alumnos acedis.